# Iveco S-Way
Der S-Way ist ein Lkw-Modell des italienischen Nutzfahrzeugherstellers Iveco, das 2019 vorgestellt wurde und 2020 auf den Markt gekommen ist. Im Jahr 2024 ist das batterie- oder wasserstoffelektrisch angetriebene Schwestermodell S-eWay dazugekommen.

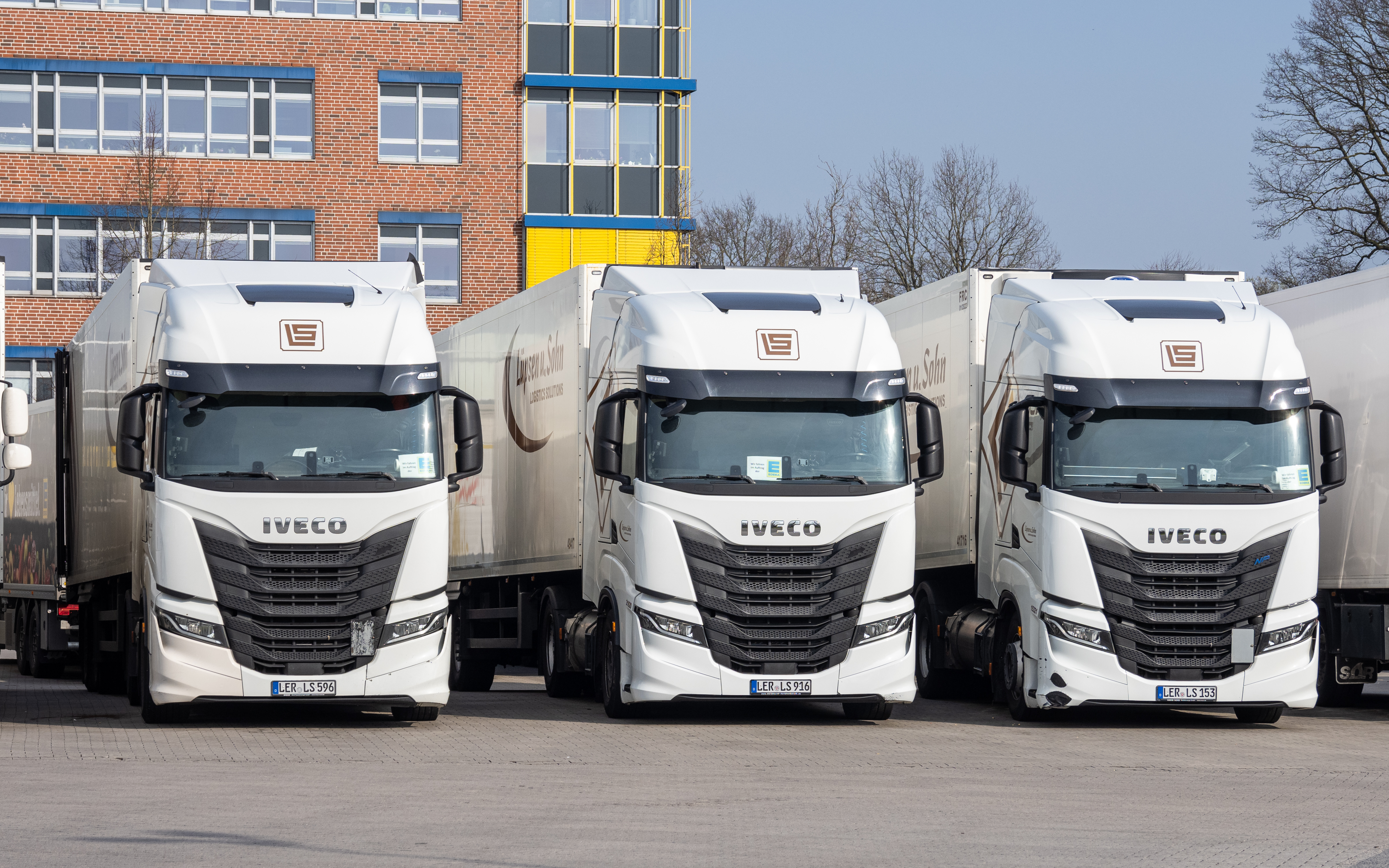
IVECO S-Way NP flüssiggasbetriebene Lastwagen

## Motorisierung
Hergestellt werden die Motoren der Baureihe Cursor von der Iveco-Tochter FPT Industrial. Alle Dieselmotoren benutzen ein SCR-Abgasbehandlungssystem und erfüllen die Abgasnorm EURO 6d komplett ohne AGR. Die als „Natural Power“ bezeichneten Varianten werden mit Erdgas betrieben.
| Motor           | Hubraum (l) | Leistung (kW) bei n (1/min) | Drehmoment (Nm) bei (1/min) |
| --------------- | ----------- | --------------------------- | --------------------------- |
| Diesel          |             |                             |                             |
| Cursor 9        | 8,7         | 243 bei 1655–2200           | 1400 bei 1100–1655          |
| Cursor 9        | 8,7         | 265 bei 1530–2200           | 1650 bei 1200–1530          |
| Cursor 9        | 8,7         | 294 bei 1655–2200           | 1700 bei 1200–1655          |
| Cursor 11       | 11,1        | 309 bei 1475–1900           | 2000 bei 1870–1475          |
| Cursor 11       | 11,1        | 338 bei 1500–1900           | 2150 bei 1925–1500          |
| Cursor 11       | 11,1        | 353 bei 1465–1900           | 2300 bei 1970–1465          |
| Cursor 13       | 12,9        | 375 bei 1560–1900           | 2300 bei 1900–1560          |
| Cursor 13       | 12,9        | 420 bei 1605–1900           | 2500 bei 1000–1605          |
| Erdgas (Methan) |             |                             |                             |
| Cursor 9 NP     | 8,7         | 250 bei 2000                | 1500 bei 1100–1600          |
| Cursor 9 NP     | 8,7         | 294 bei 2000                | 1700 bei 1200–1575          |
| Cursor 13 NP    | 12,9        | 338 bei 1900                | 2000 bei 1100–1600          |

## Auszeichnungen
- Der S-Way hat die Auszeichnung „iF DESIGN AWARD 2020“ in der Kategorie Automobile/Fahrzeuge erhalten.[1]
- Sustainable Truck of the Year 2021 für S-Way NP (Gas)[2]